# Frederick Seitz

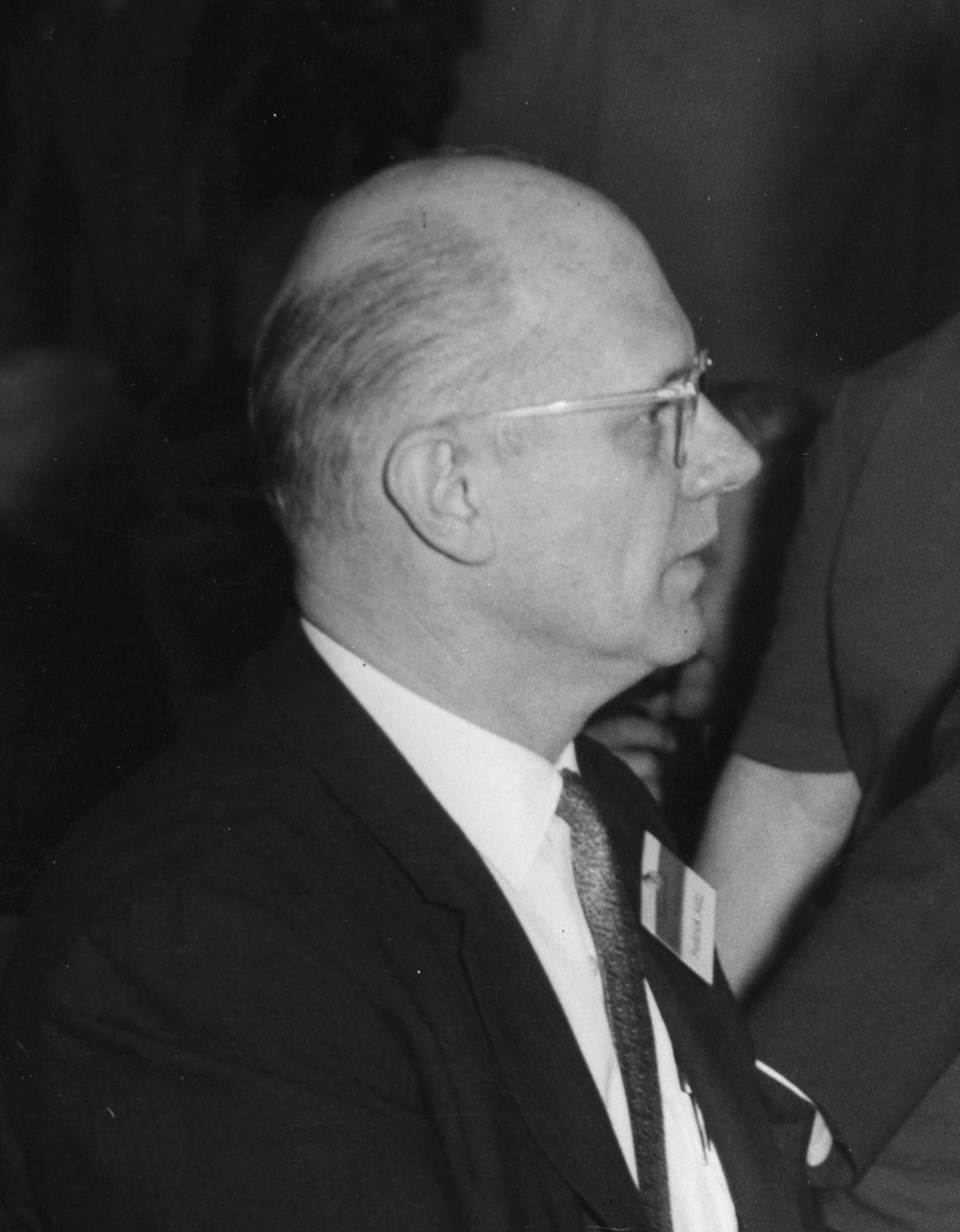
Seitz fotograferad år 1963.

Frederick Seitz, född 4 juli 1911, död 2 mars 2008, var en amerikansk fysiker och pionjär inom det som kallas fasta tillståndets fysik. Seitz var president för Rockefeller University och president i USA:s National Academy of Sciences från 1962-1969. Seitz tilldelades National Medal of Science, NASA Distinguished Public Service Award och andra utmärkelser. Han grundade Frederick Seitz Materials Research Laboratory vid University of Illinois at Urbana-Champaign och flera andra material- och forskningslaboratorier i USA. Seitz var också ordförande och grundare för George C. Marshall Institute, en konsultfirma för tobaksindustrin. Han var även en framstående skeptiker gällande global uppvärmning.